# Australia na Zimowych Igrzyskach Olimpijskich 1972
Australię na Zimowych Igrzyskach Olimpijskich 1972 reprezentowało 4 sportowców. Był to siódmy start reprezentacji Australii na zimowych igrzyskach olimpijskich.

## Skład kadry

### Narciarstwo alpejskie
Mężczyźni
| Zawodnik        | Konkurencja   | Klasyfikacja      | Klasyfikacja      | Finał        | Finał        | Finał        | Finał        | Finał        | Finał        |
| Zawodnik        | Konkurencja   | Czas              | Miejsce           | Bieg 1       | Miejsce      | Bieg 2       | Miejsce      | Suma         | Miejsce      |
| --------------- | ------------- | ----------------- | ----------------- | ------------ | ------------ | ------------ | ------------ | ------------ | ------------ |
| Steven Clifford | Zjazd         |                   |                   |              |              |              |              | 2:02,90      | 44           |
| Steven Clifford | Slalom gigant |                   |                   | 1:44,75      | 44           | 1:49,50      | 36           | 3:34,25      | 36           |
| Steven Clifford | Slalom        | Zdyskwalifikowany | Zdyskwalifikowany | Nie ukończył | Nie ukończył | Nie ukończył | Nie ukończył | Nie ukończył | Nie ukończył |
| Malcolm Milne   | Zjazd         |                   |                   |              |              |              |              | 1:55,48      | 23           |
| Malcolm Milne   | Slalom gigant |                   |                   | 1:37,94      | 31           | 1:44,26      | 28           | 3:22,20      | 29           |
| Malcolm Milne   | Slalom        | Zdyskwalifikowany | Zdyskwalifikowany | 1:03,73      | 33           | 1:01,99      | 26           | 2:05,72      | 24           |

### Łyżwiarstwo szybkie
Mężczyźni
| Zawodnik     | Konkurencja      | Finał    | Finał   |
| Zawodnik     | Konkurencja      | Czas     | Miejsce |
| ------------ | ---------------- | -------- | ------- |
| Colin Coates | Bieg na 500 m    | 44,74    | 36      |
| Colin Coates | Bieg na 1500 m   | 2:12,14  | 24      |
| Colin Coates | Bieg na 5000 m   | 8:09,35  | 23      |
| Colin Coates | Bieg na 10 000 m | 16:29,94 | 18      |
| Jim Lynch    | Bieg na 500 m    | 43,51    | 35      |
| Jim Lynch    | Bieg na 1500 m   | 2:26,69  | 39      |